# Limpach (Luxemburg)
Limpach (Luxemburgs: Lampech) is een plaats in de gemeente Reckange-sur-Mess en het kanton Esch-sur-Alzette in Luxemburg.
Limpach telt 245 inwoners (2001).